# A nagyenyedi két fűzfa (elbeszélés)
A nagyenyedi két fűzfa Jókai Mór 1853-ban írt elbeszélése. A „beszélyt” a Délibáb című szépirodalmi hetilap adta ki először, másodszor 1854-ben, az Erdélyi képek című novellagyűjteményben jelent meg. Az elbeszélés önálló kiadásban először a Magyar Könyvtár című sorozatban jelent meg Lampel Róbert kiadásában.

## Történelmi előzmény
Az elbeszélésnek valós történelmi esemény az alapja: a Rákóczi-szabadságharc idején Nagyenyedet támadás érte, és a kollégium tanulói is részt vettek a küzdelemben. A történetben a kuruc-labanc ellentét a háttérben marad, Jókai mindkét felet martalócként ábrázolja. A középpontban a fosztogató hadak és a békés polgárok ellentéte áll. A diákok hősies harca mellett egy ártatlan szerelem áll a középpontban: József és Klárika romantikus kapcsolata.

## Történet
|  | Alább a cselekmény részletei következnek! |

Jókai Mór idejében Felvinc és Nagyenyed között egy kis hegyi patakon kőhíd ívelt át. A híd mellett kétfelől a patak oldalában két hatalmas, 150 éves fűz állt. A két fához kapcsolódó történet 1704-ben a Rákóczi-szabadságharc idején kezdődött, amikor Nagyenyed környékén is gyakran megjelentek a kuruc és labanc csapatok. Mindkét fél a várost is gyakran megsarcolta. Balika, a kurucvezér a Tordai-hasadék egyik barlangjában húzta meg magát a csapatával, a Mezőséget két labancfőnök uralta: Trajtzigfritzig és Bórembukk.

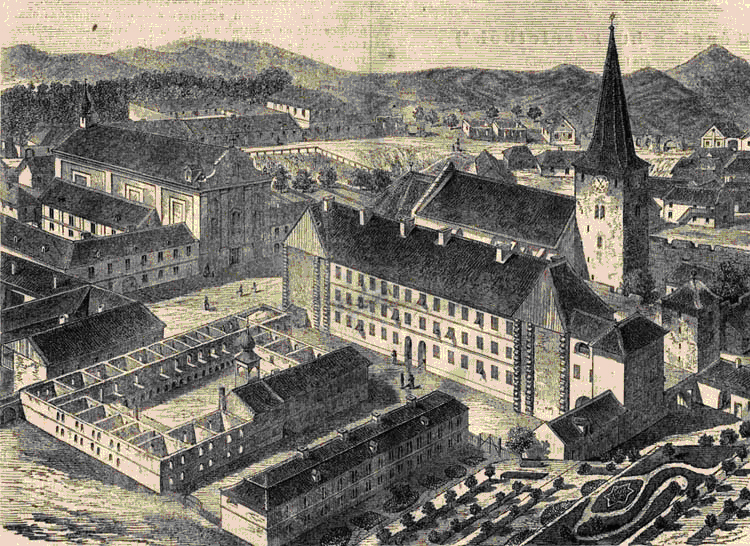
A nagyenyedi kollégium egy 1858-ból származó rajzon

A nagyenyedi kollégiumban hétszáz kollégista tanult ebben az időben. Az intézmény rektorprofesszora, Tordai Szabó Gerzson békeszerető ember hírében állt, csak a tudományok érdekelték. A lányával, Klárikával kollégium tövében lévő emeletes házban laktak. A tudós professzorhoz csak két kedvenc diákja volt bejáratos: Zetelaky József és Karassiay Áron. Idő múltával József szerelmes lett a kisasszonyba, levelet is csempészett be hozzá, de a lány megmutatta a verset az édesapjának, aki rápirított a költőre.
A labancok száz darab vágómarhát, ötven mázsa szalonnát, ezer kenyeret, tizenkét bendő túrót és kétszáz akó bort követeltek a várostól. A nagyenyediek nagy nehezen összeszedték a kívánt mennyiséget, szekerekre is rakták, de útközben Balika a kurucaival elragadta tőlük az egész szállítmányt. A lakosság a labancok jöttének hírére hirtelen elhagyta a házait, az értékeit elásta, az asszonyokat, gyermekeket, öregeket felküldték a hegyekbe az erdők közé. A hajadon leányokat a református templomba gyűjtötték össze, a fegyverfogható férfiak pedig itt, a templom udvarán táboroztak le. A kollégium diákjai kardokkal és kopjákkal fegyverkeztek fel, és kérték a professzoraikat, hogy a labancok ellen vezessék őket. Szabó Gerzson uram azonban megtiltotta a diákoknak, hogy fegyvert fogjanak, a professzor a nemes város békés alkudozásaiban bízott. A fegyvereket elszedték a diákoktól de azok másnap korán reggel kimentek a Maros partjára, ott jó friss fűzfákról vágtak maguknak egy-egy husángot, és azokat a tógájuk alá rejtve, észrevétlenül beszállították a kollégiumba, és elrejtették a faraktárba.
Még aznap délben megjelent a város alatt Trajtzigfritzig háromezres seregével. Az enyedi főbíró és a rektorprofesszor ment elé deputációba, ám a martalóchad parancsnokának újabb követelésével tértek haza. A lakosság a béke ígéretére visszatért a házaiba, a labancok a várostól ezer lépésre vertek tábort. A lányok azonban a templomban maradtak, ahol éjszaka Klárika egy látomástól vezérelve felment a templomtoronyba. Onnan látta meg, hogy a labancok orozva közeledtek a város felé, ezért megkondította a súlyos vészharangot, hogy figyelmeztesse az enyedieket. Mire a labancok a városba értek, ismét üresen találtak minden házat. Trajtzigfritzig ekkor parancsot adott, hogy tizenkét helyen fel kell gyújtani a várost, ám olyan zápor kerekedett, hogy rögtön eloltott minden tüzet. A martalócok másnap reggel fogságba vetették Gerzson professzort és a lányát. A diákok ezt látván nem bírták tovább, és a fűzfadorongjaikkal a labanchadra vetették magukat. A véres harc közepette Zetelaky József és Karassiay Áron megküzdött Trajtzigfritziggel és Bórembukk-kal. A diákok győzelme után Gerzson úr és Klárika a két fiúval együtt térden állva adtak hálát az Úrnak a megszabadulásért.

„Azon két fűzfadorongot pedig, mellyel a két ellenséget leverték, az esetnek emlékére letűzték a patak medrébe, és Gerzson úr áldást monda azokra mint szintén József szerelmére is, kinek nem kellett többé perspektíván keresztül néznie Klárikát, ha látni akarta.”

– Részlet az elbeszélés befejezéséből

### A mű szerkezete

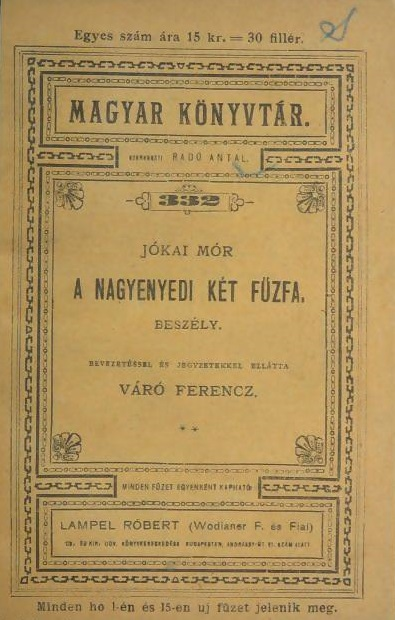
Az első önálló kiadás

- Bevezetés: A történelmi korszak humoros jellemzése és az enyedi kollégium diákjainak élete. A rektorprofesszor és a két diák főszereplő bemutatása. Zetelaky József nyiladozó szerelme.
- Bonyodalom: József lelepleződik (a szerelmes levél). A labancvezér által követelt sarc elvesztése súlyos következményekkel jár.
- Kibontakozás: A labancok közelednek, az enyediek a védekezésre készülődnek. Klárika bátor tettével megmenti a várost. A település vezetőit megszégyenítik a labancok.
- Tetőpont: A diákok összecsapnak a labanchaddal. Zetelaky József és Karassiay Áron megküzd Trajtzigfritziggel és Bórembukk-kal.
- Megoldás: A két jó barát kiszabadítja az elhurcolt apát és lányát. A város megmenekül. József és Klárika Tordai Szabó Gerzson áldástól kísérve elnyeri az áhított boldogságot.

Az elbeszélés keretes szerkezetű: az író jelen időben kezdi a történetet a hegyi patak kőhídja mellett álló fűzfák leírásával, és a végén ugyanide tér vissza. A nagyenyedi diákok hőstettét pedig múlt időben meséli el.
|  | Itt a vége a cselekmény részletezésének! |

## Szereplők
- Zetelaky József – nagyenyedi - felsőbb osztályos (humanissime) - tizenhét éves diákja
- Karassiay Áron – József tanulótársa, barátja, rettentő erejű diák
- Tordai Szabó Gerzson – a nagyenyedi kollégium rektorprofesszora
- Klárika – Tordai Szabó Gerzson gyönyörű lánya
- Balika – kurucvezér
- Tóth János – főbíró

## Filmfeldolgozás
1979-ben Bán Róbert rendezésében 78 perces magyar tévéfilm készült Jókai Mór művéből Józsa Imre, Sinkovits-Vitay András, Málnai Zsuzsa, Kézdy György, Bencze Ferenc és Szoboszlay Sándor főszereplésével.